# U 256
U 256 war ein deutsches U-Boot des Typs VII C der Kriegsmarine, das während des Zweiten Weltkriegs eingesetzt wurde.

## Geschichte
Nachdem U 256 im Sommer 1942 durch einen Luftangriff schwer beschädigt worden war, wurde es außer Dienst gestellt und in Brest zur Flakfalle umgebaut. Jedoch erwies sich das Konzept von Flugabwehr-U-Booten als nicht erfolgreich, und so wurde U 256 Ende 1943 wieder in ein gewöhnliches U-Boot umgewandelt und als solches eingesetzt.
Am 20. Februar 1944 torpedierte Kommandant Brauel die britische Sloop Woodpecker (Black-Swan-Klasse) (Lage) und beschädigte sie so schwer, dass sie sechs Tage später bei einem Bergungsversuch kenterte und sank. Bei einer weiteren Feindfahrt wurde U 256 schwer beschädigt und kehrte nach Brest zurück.
Nach behelfsmäßigen Reparaturen und der Montage eines Schnorchels wurde es unter dem Kommandanten Heinrich Lehmann-Willenbrock wieder in Dienst gestellt und lief am 4. September 1944 von Brest aus. Damit war es das letzte deutsche U-Boot, das Brest noch vor der Einnahme durch die Alliierten verlassen konnte. Nach 45 Tagen traf das Boot in Bergen ein. Auf dem Weg wahrte der Kommandant absolute Funkstille, so dass die U-Boot-Führung bereits mit der Versenkung des Bootes gerechnet hatte.
Am 23. Oktober 1944 wurde U 256 in Bergen erneut und endgültig außer Dienst gestellt.

## Kommandanten
- Odo Loewe – Dezember 1941 bis November 1942.
- Wilhelm Brauel – August 1943 bis Juni 1944.
- Heinrich Lehmann-Willenbrock – September 1944 bis Oktober 1944.